# Пасадена-Гіллс (Міссурі)
Пасадена-Гіллс (англ. Pasadena Hills) — місто (англ. city) в США, в окрузі Сент-Луїс штату Міссурі. Населення — 912 особи (2020).

## Географія
Пасадена-Гіллс розташована за координатами 38°42′30″ пн. ш. 90°17′32″ зх. д. / 38.70833° пн. ш. 90.29222° зх. д. (38.708370, -90.292092).  За даними Бюро перепису населення США в 2010 році місто мало площу 0,56 км², уся площа — суходіл.

## Демографія
Згідно з переписом 2010 року, у місті мешкало 930 осіб у 433 домогосподарствах у складі 273 родин. Густота населення становила 1670 осіб/км².  Було 470 помешкань (844/км²).
Расовий склад населення:
| - 68,3 % — чорних або афроамериканців - 28,1 % — білих - 1,0 % — азіатів - 0,4 % — корінних американців |

До двох чи більше рас належало 1,8 %. Частка іспаномовних становила 1,2 % від усіх жителів.
За віковим діапазоном населення розподілялося таким чином: 16,3 % — особи молодші 18 років, 64,9 % — особи у віці 18—64 років, 18,8 % — особи у віці 65 років та старші. Медіана віку мешканця становила 50,4 року. На 100 осіб жіночої статі у місті припадало 86,4 чоловіків;  на 100 жінок у віці від 18 років та старших — 81,8 чоловіків також старших 18 років.
Середній дохід на одне домашнє господарство  становив 79 250 доларів США (медіана — 69 821), а середній дохід на одну сім'ю — 103 627 доларів (медіана — 95 375). За межею бідності перебувало 8,4 % осіб, у тому числі 0,0 % дітей у віці до 18 років та 16,4 % осіб у віці 65 років та старших.
Цивільне працевлаштоване населення становило 549 осіб. Основні галузі зайнятості: освіта, охорона здоров'я та соціальна допомога — 27,9 %, виробництво — 12,4 %, фінанси, страхування та нерухомість — 12,4 %.